# Modeselektor
Modeselektor is een Duitse band uit Berlijn, opgericht in 1996. Het bestaat uit de dj's Gernot Bronsert en Sebastian Szary. De band staat bekend om hun mix van stijlen; hun muziek bevat onder andere techno, IDM, hiphop, grime en dubstep.
Het duo tekende in 2001 een contract bij BPitch Control. Daar brachten ze enkele singles uit, gevolgd door hun debuut in 2005 met het album Hello Mom!. twee jaar later verscheen het vervolg Happy Birthday!. Samen met Apparat vormt Modeselektor ook Moderat, waarmee ze in 2009 een gelijknamig album uitgebracht hebben.

## Biografie
Szary begon in 1991 voor het eerst met dj'en. Hij maakte muziek met een Roland TR-808 drumcomputer en TB-303 bas-synthesizer, die hij een jaar later aanschafte. Szary begon illegale technofeesten te organiseren. Deze werden onder andere bezocht door Gernot Bronsert, die in 1994 zelf besloot te gaan draaien. Een jaar later ontmoetten Szary en Bronsert elkaar en begonnen ze samen muziek te maken. In het begin hielden ze de naam Fundamental Knowledge aan, maar dit werd later veranderd naar Modeselektor. In 1997 volgen twee uitgaven onder Fundamental Knowledge met het platenlabel Mad Benton Records. Het duo blijft draaien en concerten spelen, en dit leidt uiteindelijk tot een remixcontract bij de 'Bolschewistische Kurkapelle Schwarz-Rot'. In 2000 bracht het duo enkele mixtapes uit onder de naam Shahfaustan. Ook vinden ze hun eigen studio in Berlijn.
In 2001 ontmoette het duo Ellen Allien. Modeselektor kwam later onder contract te staan bij haar platenlabel BPitch Control. Zij maakten in 2002 de uitgave van enkele vinylplaten mogelijk. Een jaar later begon Modeselektor een muzikale samenwerking met Apparat. Het trio bracht de 12 inch Auf Kosten der Gesundheit uit via BPitch Control. In 2005 volgde een compleet album: Hello Mom!. Twee jaar later verscheen het vervolg Happy Birthday!, met gastoptredens van onder andere Thom Yorke en Maxïmo Park. Yorke, die de band 'geniaal' noemde, nodigde Modeselektor in 2008 uit voor enkele optredens als het voorprogramma voor zijn band Radiohead. Het duo vergezelde Radiohead tijdens hun show in Berlijn en hun gehele Japanse toer. In 2009 ging Modeselektor een hernieuwde samenwerking met Apparat aan. Het project kreeg de naam Moderat, met in totaal 3 albums als resultaat. In 2018 werkte Modeselektor samen met Frank Wiedemann van Âme aan het album Symphony Of Now.

## Discografie
Alle uitgaven door BPitch Control.

### Albums
- Hello Mom! (2005)
- Happy Birthday! (2007)
- Monkey Town (2011)
- Who Else (2019)

### Singles
- "Death Medley" (2002)
- "In Loving Memory" (2002)
- "Ganes De Frau Vol. 1" (2003)
- "Turn Deaf !" (2004)
- "Hello Mom! (The Remixes)" (2006)
- "The Dark Side Of The Sun" (2007)
- "Happy Birthday! Remixed #1" (2008)
- "Happy Birthday! Remixed #2" (2008)
- "Happy Birthday! Remixed #3" (2008)